# Xã Dent, Quận Iron, Missouri
Xã Dent (tiếng Anh: Dent Township) là một xã thuộc quận Iron, tiểu bang Missouri, Hoa Kỳ. Năm 2010, dân số của xã này là 1.194 người.